# Álvaro Laborinho Lúcio
Álvaro José Brilhante Laborinho Lúcio (ur. 1 grudnia 1941 w Nazaré) – portugalski prawnik i nauczyciel akademicki, deputowany, w latach 1990–1995 minister sprawiedliwości.

## Życiorys
Absolwent prawa na Uniwersytecie w Coimbrze, uzyskał magisterium z zakresu prawa cywilnego. Pracował jako prokurator, doszedł do stanowiska zastępcy prokuratora generalnego. Był dyrektorem Centro de Estudos Judiciários, instytucji kształcącej sędziów i prokuratorów. Pełnił funkcję sekretarza stanu w administracji rządowej. W latach 1990–1995 sprawował urząd ministra sprawiedliwości w dwóch rządach, którymi kierował Aníbal Cavaco Silva. Był też deputowanym do Zgromadzenia Republiki VII kadencji z ramienia Partii Socjaldemokratycznej oraz przewodniczącym zgromadzenia miejskiego w Nazaré. W latach 2003–2006 pełnił funkcję ministra republiki do spraw Azorów.
Współtworzył stowarzyszenie Associação Portuguesa de Apoio à Vítima. Jako nauczyciel akademicki związany z Universidade Autónoma de Lisboa, przewodniczył radzie generalnej Uniwersytetu Minho. Orzekał w Najwyższym Trybunale Sprawiedliwości, wchodził w skład Najwyższej Rady Sądownictwa.
Autor publikacji książkowych, m.in. Do fundamento e da dispensa da colação i O julgamento: uma narrativa crítica da justiça. Opublikował także powieści O chamador i O homem que escrevia azulejos.